# Яндекс Доставка
Яндекс Доставка — логистический сервис для компаний и физических лиц, организующий доставку посылок, которая осуществляется как в черте города, так и между городами. По итогам 2021 года входит в тройку лидеров рынка по числу отправлений (по версии J.P. Morgan).

## История
ООО «Яндекс.Доставка» активно развивается с 2019 года, когда в приложении «Яндекс Такси» появился сервис «Доставка», с помощью которого можно было отправлять посылки.
Весной 2020 года, когда началась пандемия, сервис стал помогать предпринимателям, у которых не было собственной службы доставки, отправлять товары покупателям.
В декабре 2020 года сервис запустил «Доставку по клику» для заказов на Яндекс Маркете.
В 2021 году «Яндекс» выделил «Доставку» в отдельный бизнес-юнит внутри бизнес-группы e-commerce и ridetech. На тот момент у «Яндекс Доставки» было 17 тысяч корпоративных клиентов, в том числе «Детский мир», «ВкусВилл», а также малый бизнес: продавцы одежды, цветов, тортов, пирожных и фермерских продуктов.
В феврале 2022 года «Яндекс Доставка» запустила междугородную доставку для корпоративных клиентов в более, чем 900 городов в 54 регионах.
В мае 2022 года «Яндекс Доставка» запустила логистическую платформу «Магистрали» для тех, кто отправляет и перевозит габаритные грузы.
В октябре 2022 сервис предложил тариф междугородной доставки между пунктами выдачи заказов «Яндекс Маркета» в приложении «Яндекс.Go».
В ноябре 2022 «Яндекс Доставка» начала использовать технологии маршрутизации и группировки заказов для повышения эффективности доставки и оптимизации её стоимости. Первым тарифом, экономика которого построена на этой технологии, стал тариф «В течение дня» в приложении «Яндекс Go».

## Описание и принцип работы
«Яндекс Доставка» — сервис доставки, который организует отправку посылок физическим и юридическим лицам. Сервис предлагает услуги от экспресс-доставки по городу до междугородной доставки и магистральных перевозок большегрузным автотранспортом. Доставку осуществляют партнёрские курьерские службы и самозанятые курьеры — партнёры сервиса. Вызвать курьера можно как в личном кабинете на официальном сайте «Яндекс Доставки», так и через приложение «Яндекс.Go», в котором отправитель и получатель могут отслеживать статус заказа. Также юридические лица могут встроить Доставку в свою CRM- и CMS-систему и заказывать доставки оттуда. Пользователи могут заказать доставку до двери или до пункта выдачи заказа.
В приложении «Яндекс Go» можно выбрать доставку по городу или между городами. Чтобы отправить посылку, нужно перейти в один из тарифов «Доставки», заполнить данные и дождаться курьера. В случае с межгородом нужно заполнить данные в приложении, а после самостоятельно дойти до ПВЗ и передать посылку в доставку. Корпоративные клиенты подключаются к сервису и управляют доставками через личный кабинет на сайте «Яндекс Доставки». Курьеры забирают заказы со склада или из магазина и доставляют до пункта выдачи или до двери получателя. Сервиc подключает для доставки логистических партнёров и управляет распределением заказов корпоративных клиентов и пользователей приложения «Яндекс Go». Чтобы получать заказы, курьеры используют приложение «Яндекс Про».
Сервис входит в бизнес-группу e-commerce и ridetech «Яндекса».
«Яндекс Доставка» работает в более, чем 1200 городах России и 20 странах, в том числе в Казахстане, Киргизии, Узбекистане, Армении.

## География и доступность сервиса
| Страна     | Дата появления | Доставка |
| ---------- | -------------- | -------- |
| Россия     | август 2019    |          |
| Казахстан  | декабрь 2019   |          |
| Киргизия   | март 2020      |          |
| Узбекистан | апрель 2020    |          |
| Армения    | март 2020      |          |

## Продукты и услуги
- Экспресс-доставка
- Доставка в течение дня
- Междугородная доставка
- Грузовая доставка
- Магистрали
- Доставка по клику

## Статистика

### Клиенты
По данным 2021 года, услугами «Яндекс Доставки» пользуются около 30 000 корпоративных компаний, а через приложение «Яндекс Go» сервисом пользуются более 200 тысяч предпринимателей и самозанятых.
Яндекс Доставка помогает доставлять заказы, например, «Яндекс Маркет» и «Авито», работает с крупными сетями, такими как «Леруа Мерлен», «Вкусвилл», «Азбука вкуса», «Детский мир», «Верный», «Дикси», «Hoff», «Теле2» и «Глобус», с ресторанами: «Моремания», «Бургер Кинг», «Дим сам», «ДоДо», «Вокруг света», «Benedict», «Техникум и Горыныч».

### Количество доставок
В 2021 году клиенты «Яндекс Доставки» заказали более 80 млн доставок. К концу 2023 года сервис планирует перешагнуть за отметку 1 млн доставок в день.
В среднем в течение квартала в 2021 году сервис обрабатывал около 29 млн доставок или более 9 млн заказов в месяц.

### Финансовые результаты
В 2020 году выручка Яндекс Доставки составила 3,083 млрд руб.
В 2021 году выручка увеличилась на 319 % благодаря повышению спроса на услуги доставки «последней мили» и составила ▲ 12,912 млрд руб..

## Курьеры
Доставку осуществляют логистические партнёры и самозанятые курьеры.
У сервиса есть программа заботы о курьерах, согласно которой на время выполнения заказа их жизнь и здоровье застрахованы.
В ноябре 2022 года у курьеров, которые были отстранены от сервиса из-за нарушений правил, появилась возможность вернуть доступ к заказам «Яндекс Доставки», для чего нужно подать заявку на пересмотр решения. Рассматривать заявку будет специальный комитет, в который входят курьеры-добровольцы.

## Технологии
Алгоритмы Яндекса оптимизируют работу курьеров и быстро находят ближайшего исполнителя на заказ, выстраивают маршруты доставки и регулируют количество доступных курьеров в отдельных районах города, используя системы мотивации курьеров.
«Яндекс Доставка» разработала технологии маршрутизации и группировки заказов. Логистические алгоритмы анализируют цепочки заказов, распределяют их между курьерами и выстраивают маршруты так, чтобы заказы «по пути» мог доставить один курьер, а не несколько. За счёт расширения временного слота, оптимизации маршрутов курьеров и группировки заказов доставка для каждого отправителя становится дешевле.
Также технологии Яндекса позволяют отслеживать статус заказов в приложении «Яндекс Go». В нём отображаются подробные статусы заказа, перемещение курьера на карте и время доставки. Получатель и отправитель посылки всегда могут узнать, где находится посылка и когда она приедет в пункт назначения. Кроме того, получатели, у которых есть приложение «Яндекс Go», получают пуш-уведомления о статусе доставки, получатели без приложения — смс.
Для удобства вызова курьеров и управления доставками «Яндекс Доставка» разработала ряд технологичных решений, позволяющих интегрировать сервис прямо в CMS или CRM. Компании, которые заключили договор с «Яндекс Доставкой», могут внедрить сервис с помощью API или готовых модульных решений, не требующих разработки.